# À l'enfant que je n'aurai pas
À l'enfant que je n'aurai pas est un roman de Linda Lê paru en 2011. Il a été publié par NiL Éditions et a remporté le Prix Renaudot poche.
L'auteur y raconte son choix de ne pas avoir d'enfant, dans une lettre qui est largement une adresse apostrophique à cet enfant.